# HTC
HTC (in cinese: 宏達國際電子股份有限公司, Pinyin: Hóngdá Guójì Diànzǐ Gǔfèn Yǒuxiàn Gōngsī), precedentemente conosciuta come High Tech Computer Corporation (Qtek è utilizzato raramente), è un'azienda taiwanese produttrice di smartphone. Inizialmente basava i propri prodotti sul sistema Microsoft Windows CE, ma nel 2009 ha iniziato a spostare la sua attenzione verso i dispositivi basati sul sistema operativo Android salvo poi investire nuovamente in Windows Phone, sistema operativo lanciato da Microsoft nell'autunno 2010.
HTC è anche membro dell'Open Handset Alliance, un gruppo di produttori e operatori di rete mobile dedicato alla promozione di Android. Lo smartphone HTC Dream, commercializzato da T-Mobile in diversi paesi come T-Mobile G1, è stato il primo telefono lanciato sul mercato ad usare la piattaforma Android.
Fu fondata a Taoyuan il 15 maggio 1997 ed era una azienda che fabbricava prodotti poi venduti a terzi i quali avrebbero messo il loro marchio (Original Design Manufacturer).
Oggi, HTC fabbrica e vende prodotti col proprio marchio HTC, continua anche a supportare i propri prodotti con marchi degli operatori partner OEM. HTC possiede anche Dopod come filiale (più del 50% di azioni possedute dall'acquisizione del 2 giugno 2006) operante nel Sud-est Asiatico e in Australasia.

## Informazioni aziendali
La presidente di HTC è Cher Wang, figlia di uno degli uomini più ricchi di Taiwan, il petrolchimico miliardario Y.C. Wang, e il presidente è H.T. Cho. Le divisioni principali di HTC, che includono IA (Information Appliance) e WM (Wireless Mobile), sono strutture certificate ISO 9001/ISO 14001.
Lo sviluppo aziendale ha avuto una drastica accelerata dopo che Microsoft scelse HTC come partner di sviluppo hardware su cui far girare il sistema operativo Windows Mobile (basato su Windows CE).
Il 21 settembre del 2017 HTC e Google hanno siglato un accordo da 1.1 Miliardi di dollari, nel quale venivano "ceduti" a Google gli ingegneri HTC che avevano lavorato allo sviluppo dei Google Pixel, Pixel XL e Pixel 2.
Inoltre, nello stesso accordo HTC si impegnava a fornire l'utilizzo non esclusivo di alcuni brevetti della società a Google.

## Prodotti
I prodotti HTC vengono venduti sotto nomi di più marche – HTC, Dopod (filiale), Qtek (usato poco) – sono spesso rimarchiati dalle principali compagnie di telefonia mobile come TIM, 3, Orange, T-Mobile, Cingular, O2 e Vodafone.
HTC fornisce i propri prodotti a terzi (ODM): Dell (serie x50 aka HTC Colorado), Fujitsu Siemens Computers, HP/Compaq, i-mate, Krome, Sharp Corporation.
Al Gamescom 2015 viene presentato il visore per la realtà virtuale HTC Vive.